# Neorić
Neorić je naselje u općini Muć, u Splitsko-dalmatinskoj županiji. Neorić prema popisu stanovništva iz 2001. godine može se smatrati jednim od većih sela u Dalmatinskoj zagori.
Zaštitnik Neorića je sv. Ante. 

## Ime
Hrvati koji su bježali iz Zagvozda 1699. godine došli su na ovo područje,tu se naselili i novo naselje nazvali Neorić.
Naime, najstariji Neorčani i danas kažu da su iz Ispod Neorića, što praktički znači da je selo dobilo ime po banu Nehoriću, čija se utvrđena kula nalazila na brdu iznad sela,naselje je po njegovom gospodaru dobilo najprije naziv Ispod Neorića, a onda i Neorić. Ovu pretpostavku potvrđuje splitski nadbiskup Stjepan Cupilli koji u izvješću o svom pastirskom pohodu mućkom području 1718. godine bilježi da je nakon Muća bio „u Neoriću,koje se selo ima zvati Podneorić.“ 
Etimologija naziv Neorić je s današnjeg motrišta nejasna, iako Akademijin rječnik navodi natuknice Neorćana i Neorćan sa značenjem ono što se ne ore, dakle što je brdovito, neobradivo, upravo onako kakav je teren na kojem se nalazila kula bana Nehorića.

## Zemljopis
Neorić je brežuljkasti kraj, nalazi se u Zagori na prosječnoj nadmorskoj visini od oko 450 metara, južno od Sutine i jugoistočno od Gornjeg Muća. Klima je oštra, s dosta snježnim zimama, najniže temperature se kreću oko -6°C, a najviše temperature oko 38 °C. Područje je izrazito povoljno za stanovanje. Blizina Splita je 25 km, Sinja 15 km, Solina 20 km i Drniša 35 km. Uz Neorić teče potok Sutina koji je svrstan u zaštićene krajolike Republike Hrvatske. Brda su gola ili prekrivena šikarom i niskom šumom, u poljima se nalaze obradive površine, a uz njih naselje, odnosno zaseoci. Tradicionalno gospodarstvo stočarstvo, uglavnom sitnog zuba,i poljoprivreda.

## Stanovništvo
U 1991. smanjen je broj stanovnika izdvajanjem dijela naselja koji je pripojen naselju Sutina. Iskazuje se kao dio naselja od 1953. Govori se štokavica-ikavski, koji je uvelike sličan govoru zapadne Hercegovine tj. zapadnohercegovačke županije.
| broj stanovnika | 587   | 623   | 667   | 703   | 731   | 837   | 837   | 990   | 937   | 950   | 834   | 1028  | 920   | 893   | 871   | 883   | 819   |
|                 | 1857. | 1869. | 1880. | 1890. | 1900. | 1910. | 1921. | 1931. | 1948. | 1953. | 1961. | 1971. | 1981. | 1991. | 2001. | 2011. | 2021. |

## Povijest
U Neoriću se nalaze tragovi ljudskog obitavanja već u prapovijesnom razdoblju, o čemu svjedoče ilirske utvrde i gomile. Drži se da se na ovom području nalazilo staro ilirsko naselje Setovia,(iznad zaseoka Podgradina), po kojemu je dobila ime današnja Sutina. Naselje je najvjerojatnije pripadalo plemenu Dalmati. 
Neorić je bio naseljen i u vrijeme hrvatskog srednjovjekovlja, što potvrđuje stara tvrđava istoga imena, koja se nalazila na brijegu, čiji se ostaci i danas vide. Danas se brdo na kojem se tvrđava nalazila zove Banova kula,u selu Sutina poznatije kao brdo Kulina
Naziv naselja Neorić istovjetan je s prezimenom Neorić, kako su se zvali srednjovjekovni plemići iz roda Neorića, koji su imali prebivalište u kuli bana Nehorića ili kraće u banovoj kuli, čiji se branitelji mogu podičiti činjenicom da su Turcima pružali otpor godinu dana nakon što su Osmanlije zauzele utvrđeni Klis 12. ožujak 1537. godine. Ne zna se kada i tko je sagradio tvrđavu, ali se misli da je tvrđava sagrađena oko 1270. godine za vremena vladavine kralja Bele IV, razlog je bio provala Mongola u Ugarsku i Hrvatsku, tvrđavom bi vladali banovi (iz plemićke obitelji Neorić). Tvrđavom su u 16. stoljeću vladali Neorići, ali i uskoci predvođeni Banom Nehorićem (uskočkim kapetanom, posljednim banom te utvrde). 
Postoje dokazi da je tvrđava uistinu postojala, iako je priča o banu Nehoriću i njegovoj utvrdi bila samo legenda. Naime, hrvatski su povjesničari utvrdili postojanje više pripadnika roda Neorića:nakon 1203. godine spominje se Oršula Neorić(pokopana u Kninu, u blizini crkve, najvjerojatnije je bila kneginja) oko 1270. godine zabilježeni su Korijen, zatim Marin, Juriša i Cipronja Neorić. Potomci pak Jurše ili pak Cipronje Neorića Utišen i Ivanko zabilježeni 1529. godine, a pred najezdom Turaka povukli su se u sjevernu Hrvatsku, gdje su u Nedelišču (Međimurje) 1533. godine zabilježeni Vuk i Vukoslav Neorić. U 16 st. utvrda Neorić pripast će uskocima. Zato se spominju potomci Marina Neorića koji se nakon pada Klisa 1537. i Neorića 1538. godine pridružuju se senjskim uskocima, što dokazuju spomeni dvojice Neorića: Jurja koji je zabilježen 1540. godine u Senju kao uskok, dok se Ilija Korjenić spominje 1618. godine u Brinju.
Poslije pada Neorića u turske ruke, u turskim dokumentima selo Neorić naziva se Donje Zelovo Polje. Prvi put ga turski dokumenti tako navode 1550. godine. 
Za vrijeme turske okupacije narod su duhovno proviđali franjevci iz visovačkog samostana, među kojima se spominje pri kraju turske vladavine, fra Bonaventura Biloglav. Godine 1683. Sutinu i Neorić pohodili su apostolski misionari don Nikola Bijanković, don Ivan Antunović i kapucin o. Frane. Smjestili su u jednoj staji i u njoj držali obrede jer u Sutini tada nije bilo crkve. 
Krajem 17. i početkom 18. stoljeća u župu se doselilo novo stanovništvo iz Hercegovine i Zagvozda. Godine 1691. doselio se s narodom harambaša Pavao Šolić. Ne zna se točno odakle se doselio. On se s jednim dijelom naroda nastanio u Sutini, a drugi dio u Brštanovu. Harambaša Mato Veić doselio se iz Zagvozda 1701. godine sa stotinjak ljudi na područje današnjeg naselja Neorić. Kasnije se to stanovništvo naglo povećalo. Župničku službu u to vrijeme vršili su franjevci iz samostana u Živogošću.
Spomen na obitelj Neorić nalazi se i u grbovniku obitelji iz 1595 godine, jednom od najvažnijih hrvatskih grbovnika, a on je stariji od Stemmatographija Pavla Rittera Vitezovića iz 1701.-1702. godine.

## Korjenić-Neorić, grbovnik
Korjenić-Neorić, grbovnik, naziv za grbovnik iz 1595. koji je najraniji sačuvani prijepis (od ukupno njih 16) izgubljenoga predloška grbovnika Petra Ohmučevića, zapovjednika u španjolskoj vojnoj službi u drugoj polovici XVI. st. Nastao za potrebe obitelji Korjenić-Neorić koja se u ranom srednjem vijeku spominjala u Humu,ali su zabilježeni (pod odvojenim prezimenima Korjenić i Neorić) i na području Dalmatinske zagore (Neorić,(gdje imaju posjede u cijelom mućkom području)) i u dalmatinskim gradovima (Trogir). Otkrio ga je Ljudevit Gaj jednom prilikom dok je boravio u Dubrovniku. Jedan je od najvažnijih spomenika ilirskog pokreta, pošto je vjekovima bio poznat i dostupan plemićkim porodicama. Opisivali su ga mnogi, još od XIX stoljeća, a 1991. objavljen je kao kopija, u knjizi Ive Banca "Grbovi biljezi identiteta". Grbovnik Korjenić-Neorić pisan je dvojezično (latinski i hrvatski; potonji je pisan bosančicom). Grbovnik je važan izvor za proučavanje heraldike južnoslavenskih zemalja jer, među ostalim, sadrži i povijesne grbove Hrvatske, Slavonije, Dalmacije, Dubrovnika, Ilirika, Bosne,Primorja, Makedonije, Bugarske, te pojedinih srednjovjekovnih vladarskih obitelji. Danas se, kao dio ostavštine Ljudevita Gaja, čuva u Nacionalnoj i sveučilišnoj knjižnici u Zagrebu. Prema grbovniku Korjenić-Neorić rađeni su kasniji poznati prijepisi, onaj u posjedu franjevačkoga samostana u Fojnici te tzv. Sarakin grbovnik iz 1746. Danas u Državnom arhivu u Dubrovniku. 
- Grbovnik Korijenich-Neorich(1595)

## Poznate osobe
Duhovnikom je u Neoriću bio don Većeslav Šupuk.
O banu Nehoriću, banu i plemiću iz obitelji Neorić, ne zna se puno. Ostao zapamćen jer je branio tvrđavu Neorić godinu dana od Osmanlija sve do svoje smrti kod Kadine glavice,danas se taj izvor zove Banovača, u njegovu čast.
Poslije pada Klisa Osmanlije su opsjedali tvrđavu Neorić više od godinu dana. Kasnije se ban s nekoliko vojnika išuljao iz tvrđave i krenuo na Petrovo polje po hranu. Osmanlije su saznali za Nehorićeve planove tako da su podmitio banovog uskoka. Osmanlije su ga dočekali kod Kadine Glavice, okružili bana i njegovu vojsku, bez ikakvog načina da se povuče prema utvrdi stao je boriti se zajedno sa svojim vojnicima te je hrabro poginuo skupo prodajući svoju glavu. Izvor kod Kadine Glavice zove se Banovača,u čast banu Nehoriću. Neorićkim Uskocima Osmanlije su ponudili slobodu ako se predaju i dadu im tvrđavu. Pošto su izgubili svog vođu i ostali bez zaliha hrane, prebacili su se u Senj,.
Juras Veić -junak Kandijskog rata. „Velikog rata od Kandije (1645-1669) razligala se brda i doline, ponajviše, dakako, tvrda Bijakova, od pivanja i popivanja uskočkih junaka. Pred njima bitke i pjesme začinjao Juras Veić, čiji se mač sćavon još čuva u Franjevačkom samostanu u Imotskom." [nedostaje izvor]
Juras Veić bio je poznati harambaša koji se proslavio u Kandijskom i Morejskom ratu,boreći se na strani Mlečana.
Fra Andrija Kačić Miošić jednu pjesmu u svom Razgovoru ugodnom naroda slovinskog pod naslovom „Pisma od Jurasa Vejića, silnoga junaka" posvetio je tom junaku Kandijskog rata. 
U jednom od dva ukupno sačuvana pisma, napisana Kačićevom rukom, a koje je upućeno tadašnjem biskupijskom vikaru don Vidu Glavaševiću Kačić, uz ostalo, piše:„Na 1687. godinu Juras Vejić skupi četiri stotine Primoraca i Uskoka te ode pod Imotski te namami Turke na busiju i pogibe 300 Turaka,a kadiju uvatiše živa i drugoga šnjime uvatiše živa. Naš jedan pogibe, a dva bihu ranjena.“ [nedostaje izvor]
Mate Veič je sin  Jurasa Veića. Sa 60 obitelji 1695. godine otići će iz Zagvozda i naseliti se na područje današnjeg Muća i novo naselje nazvati Neorić. Mate Veić nastavio je stopama svog oca. Mlečani mu kasnije dodijeluju titulu serdara i proglašavaju ga serdarom ne samo Neorića nego serdarom 28 okolnih sela. Također je primao plaću od 6 dukata.

## Obrazovanje
OŠ Neorić-Sutina-Sve do 1934. godine Neorić nije imao školsku zgradu niti se nastava mogla organizirati. Samo nekoliko djece odlazilo je u školu u Gornji Muć. Dugo se među mještanima, a naročito među naprednijim ljudima širila i prihvaćala ideja o izgradnji školske zgrade. U svibnju 1923. godine prvi put se o tome govorilo službeno i konkretno. Na Zboru seljaka što ga je sazvao predstavnik sela, glavar, Ante Veić, donesena je odluka  o izgradnji škole. Odlučeno je da će u izgradnji školske zgrade sudjelovati svi muškarci od 16 do 60 godina starosti. Na žalost sve je ostalo samo na dogovoru. U godinama što su slijedile naročitu ulogu u političkim zbivanjima i opredjeljenjima imala je HSS i Stjepan Radić. Zahvaljujući izbornim kampanjama općina Muć je dobila 40.000 dinara. Općinski tajnik Pero Bergamo upozorio je stanovništvo Neorića i Sutine, ako se netko zauzme,  moglo dobiti izvjesnu sumu za izgradnju škole. To se zbilo 1928. godine kada stanovnici započinju prvu ozbiljnu akciju. Sazvan je Zbor seljaka na kojem je izabran Školski odbor u koji su ušli predstavnici svih zaseoka Neorića, uglavnom mladi i napredni ljudi. Tako je počela gradnja škole, na današnjem terenu koji je nekada pripadao Crkvi. Prvi radni dan započeo je u jesen 1934. godine.

## Kultura
Mačkare - Prema usmenoj predaji, mačkare su u ovim krajevima prisutne u kontinuitetu gotovo tri stoljeća.Povod njihova formiranja bilo je spaljivanje drvene crkve od osmanlijskih osvajača. Turci bi Kršćane pokušavali prebaciti na Islam, a to im u ovom kraju nije uspjevalo, nakon pobjede u Sinju i nakon što je vraćena utvrda Klis, ovaj kraj je napokon bio siguran od turskih osvajača te su tada započeli prvi dani neorićkih maškara. U mačkarama je, vele najstariji stanovnici ovoga kraja, bio početak brojnih veza lokalnih momaka i djevojaka, koje su u konačnici rezultirale i brakom. Mačkare su svečanost u rangu Alke, a proživjele su burnu prošlost i kalvariju. Najteže je bilo kada su komunisti i milicija pokušali spriječiti pohod uništavanjem barjaka. "Grmilo, sivalo, u mačkare ić se mora!" poznata je uzrečica ovog kraja. Veliko priznanje stiglo je u Sutinu i Neorić jer je bivši ministar kulture Božo Biškupić donio odluku da se neorićke mačkare zaštite kao nematerijalno dobro. Stanovnici ovog kraja nisu krili zadovoljstvo potezom Ministarstva kulture. Mačkare u ovom kraju su osebujne zbog barjaka. Barjak je osušeno drvo jablana koje se mjesecima priprema da bi moglo podnijeti teret nakićenih darova koje neudane cure darivaju barjaktarima koji ih objese na barjak. Barjak je visok i više od 10 m, na vrh se stavlja hrvatska zastava, a izazov je barjaktaru i po najvećem nevremenu donijeti ga pred kuću domaćina. O ovom tristogodišnjem starom običaju snimljen je i dokumentarni film HRT-a.

## Povijesne građevine
Stara župna crkva Svih Svetih nalazi se na starom groblju. Godine 1709. Neorić je pohodio nadbiskup Cupilli i tom je prilikom pregledao područnu kapelu Svih Svetih u Neoriću, koja je pripadala župi Muć. Kapela je bila nevješto ozidana i slamom pokrivena. Na oltaru je bila mala slika na platnu Bl. Dj. Marije i malog Isusa. Kapela je imala mali kor. Tom je zgodom harambaša Mate Veić u ime cijeloga naroda izrazio želju da se sagradi nova crkva Svih Svetih, što je Cupilli odobrio, ali uz uvjet da se u svemu moraju poštovati prava crkve matice u Muću. U pastirskom pohodu 1718. godine Cupilli selo Neorić naziva Podnehorić i piše da je na groblju bila crkva od dasaka, koju su 1715. zapalili Turci, pa je u groblju namjesto crkve podignuta jedna koliba. Narod je obećao nadbiskupu da će sagraditi dostojnu crkvu «kad Gospodin dade sigurnost na granici». U istom izvješću nadbiskup je zapisao da je već više godina župnik don Bariša, mještanin, koji je bio predlagan od harambaše Mate Veića i od nadbiskupa potvrđivan.
Godine 1828., kako je uklesano na nadvratniku, Neorićani su sagradili novu crkvu od kamena na groblju s četvrtastom apsidom i jednim oltarom, slomljenim svodom, a bila je pokrivena kupom kanalicom. Poslije izgradnje nove župne crkve 1897. godine ova je crkva ostala zapuštena i prijetila joj je opasnost rušenja. Godine 2002. započela je njezina obnova i tako će biti spašena kao spomenik kulture.
Nova župna crkva Svih Svetih sagrađena je za župnikovanja don Joze Džakule 1897. godine. Predračunski trošak za gradnju crkve iznosio je 17.204 forinta, od čega je 13.897 forinta trebala podmiriti Vjerozakonska zaklada, a ostalo župljani. Crkva je sagrađena od domaćeg kamena «s mnogo ukusa i elegancije».[nedostaje izvor] Izvana je obogaćena kontraforama. Sa zapadne strane pročelja podignut je zvonik s biforama i ogradnim stupićima na katu za zvona te završnom piramidom s križem. Pročelje djeluje elegantno s lijepim portalom i profiliranim pragovima od bijeloga kamena. Na sredini pročelja je okrugli prozor, a u samom zabatu uzdužni prozor s polukružnim završetkom. Na zidovima lađe su po tri visoka prozora na luk. Prezbiterij je nešto uži od lađe, a iza glavnog oltara u polukružnoj apsidi smještena je sakristija. Prigodom temeljite obnove crkve za župnikovanja don Tomislava Ćubelića (1978. – 1988.) na krov je postavljena betonska ploča i kupa kanalica, te izmijenjeni svi zatvori na crkvi. Veliki kor je iznad glavnih vrata. U crkvi su tri mramorna oltara. Ispred velikog oltara postavljen je oltar prema puku, a naslovnici dvaju pobočnih oltara su Gospa od Ružarja i sv. Ante.